# Iegor Sokolov
Pour les articles homonymes, voir Sokolov.
Iegor Vladimirovitch Sokolov - en russe : Егор Владимирович Соколов et en anglais : Yegor Sokolov - (né le 7 juin 2000 à Iekaterinbourg en Russie) est un joueur professionnel russe de hockey sur glace. Il évolue au poste d'attaquant.

## Biographie

### Carrière en club
Formé au Iounost Iekaterinbourg, il commence sa carrière junior avec les Belye Medvedi dans la MHL en 2016. Il est choisi en 35e position lors de la sélection européenne 2017 de la Ligue canadienne de hockey par les Screaming Eagles du Cap-Breton. Il part alors en Amérique du Nord et évolue trois saisons dans la Ligue de hockey junior majeur du Québec. Les Sénateurs d'Ottawa le choisissent au 2e tour en 61e position lors du repêchage d'entrée dans la LNH 2020. En 2020, il passe professionnel avec les Senators de Belleville, club-école des Sénateurs dans la Ligue américaine de hockey. Le 9 novembre 2022, il joue son premier match dans la Ligue nationale de hockey avec les Sénateurs chez les Bruins de Boston. Il inscrit son premier but dans la LNH le 8 avril 2023 face au Lightning de Tampa Bay.

### Carrière internationale
Il représente la Russie en sélections jeunes.

## Trophées et honneurs personnels
- LHJMQ
  - 2020 : nommé dans la première équipe des étoiles.
- LAH
  - 2023 : participe au match des étoiles.

## Statistiques

### En club
| Saison    | Équipe                         | Ligue |    | Saison régulière | Saison régulière | Saison régulière | Saison régulière | Saison régulière |   | Séries éliminatoires | Séries éliminatoires | Séries éliminatoires | Séries éliminatoires | Séries éliminatoires |
| Saison    | Équipe                         | Ligue | PJ | B                | A                | Pts              | Pun              | PJ               | B | A                    | Pts                  | Pun                  |                      |                      |
| 2016-2017 | Belye Medvedi                  | MHL   | 15 | 0                | 6                | 6                | 4                | -                | - | -                    | -                    | -                    |                      |                      |
| 2017-2018 | Screaming Eagles du Cap-Breton | LHJMQ | 64 | 21               | 21               | 42               | 39               | 5                | 1 | 0                    | 1                    | 4                    |                      |                      |
| 2018-2019 | Screaming Eagles du Cap-Breton | LHJMQ | 68 | 30               | 27               | 57               | 24               | 11               | 4 | 3                    | 7                    | 2                    |                      |                      |
| 2019-2020 | Eagles du Cap-Breton           | LHJMQ | 52 | 46               | 46               | 92               | 42               | -                | - | -                    | -                    | -                    |                      |                      |
| 2020-2021 | Senators de Belleville         | LAH   | 35 | 15               | 10               | 25               | 14               | -                | - | -                    | -                    | -                    |                      |                      |
| 2021-2022 | Senators de Belleville         | LAH   | 64 | 19               | 31               | 50               | 22               | 2                | 0 | 1                    | 1                    | 0                    |                      |                      |
| 2021-2022 | Sénateurs d'Ottawa             | LNH   | 8  | 0                | 0                | 0                | 4                | -                | - | -                    | -                    | -                    |                      |                      |
| 2022-2023 | Senators de Belleville         | LAH   | 70 | 21               | 38               | 59               | 72               | -                | - | -                    | -                    | -                    |                      |                      |
| 2022-2023 | Sénateurs d'Ottawa             | LNH   | 5  | 1                | 1                | 2                | 0                | -                | - | -                    | -                    | -                    |                      |                      |
| 2023-2024 | Senators de Belleville         | LAH   | 71 | 21               | 25               | 46               | 69               | 7                | 1 | 3                    | 4                    | 0                    |                      |                      |
| 2024-2025 | Roadrunners de Tucson          | LAH   | 72 | 22               | 22               | 44               | 16               | 3                | 0 | 0                    | 0                    | 0                    |                      |                      |

### En équipe nationale
| Année | Compétition                 |   | PJ | B | A | Pts | Pun | +/-               |  | Résultat |
| 2020  | Championnat du monde junior | 7 | 3  | 1 | 4 | 16  | +5  | Médaille d'argent |  |          |